# Henning Harnisch
Henning Jan Harnisch (Marburgo, 15 aprile 1968) è un ex cestista tedesco.

## Carriera
Con la Germania Ovest ha disputato i Campionati europei del 1987.
Con la Germania ha disputato i Giochi olimpici di Barcellona 1992, i Campionati mondiali del 1994 e due edizioni dei Campionati europei (1993, 1997).

## Palmarès

### Squadra
- Campionato tedesco: 9

Bayer Leverkusen: 1989-90, 1990-91, 1991-92, 1992-93, 1993-94, 1994-95, 1995-96
Alba Berlino: 1996-97, 1997-98
- Coppa di Germania: 5

Bayer Giants Leverkusen: 1990, 1991, 1993, 1995
Alba Berlino: 1997

### Individuale
- Basketball-Bundesliga MVP: 2

Bayer Giants Leverkusen: 1989-90, 1990-91